# Бучнєва Олександра Андріївна
Олександра Андріївна Бучнєва (1920, Нижній Гумбет, Оренбурзька губернія — лютий 1998, Октябрське, Оренбурзька область, Росія) — Герой Соціалістичної Праці, оператор машинного доїння корів колгоспу імені Кірова Оренбурзької області.

## Біографія
Олександра Андріївна народилася в 1920 році в селі Нижній Гумбет (нині Октябрський район, Оренбурзької області) в сім'ї селянина.
Після закінчення семи класів школи розпочала свою трудову діяльність у колгоспі з 14 років різноробочою. На початку війни, в 1941 році закінчила курси і отримала професію тракториста, очолила жіночу тракторну бригаду.
В 1946 році сім'я переїхала в село Октябрське і з 1946 року Олександра Андріївна працювала дояркою в колгоспі імені Кірова Октябрського району Чкаловської області. Виробничі показники Олександри Андріївни мали позитивну динаміку: у 1968 році надої на одну корову становили 2935 кілограм, це на 535 кілограм більше плану. У 1969 році їй вдалося покращити свій результат ще на 700 кілограм, а вже у 1970 році її показники ефективності випереджали середньоколгоспні на 1230 кілограм. І стала першою в Октябрському районі дояркою-чотирьохтисячницею.
Звання Героя Соціалістичної Праці О. А. Бучнєвій присвоєно 30 березня 1971 року за видатні успіхи, досягнуті в розвитку сільськогосподарського виробництва і виконання п'ятирічного плану продажу державі продуктів землеробства і тваринництва. Також нагороджена медаллю «За доблесну працю. В ознаменування 100-річчя з дня народження В. І. Леніна».
Делегат XXIV з'їзду КПРС у 1971 році
У 1973—1978 роках працювала а посаді завідувачки птахоферми в колгоспі імені Кірова. У 1978 році вийшла на пенсію.
Будучи на заслуженому відпочинку Олександра Андріївна активно брала участь у суспільному житті і у вихованні молоді.
Померла в лютому 1998 року.

## Родина
У 1940 році вийшла заміж, народила і виховала двох синів.

## Нагороди
- медаль «В ознаменування 100-річчя з дня народження Володимира Ілліча Леніна»;
- 30.03.1971 — звання Герой Соціалістичної Праці з золотою медаллю «Серп і Молот» і орден Леніна «за видатні успіхи, досягнуті в розвитку сільськогосподарського виробництва і виконання п'ятирічного плану продажу державі продуктів землеробства і тваринництва».